# Alberto Marí Sánchez
Alberto Marí Sánchez (Alacant, 11 de juliol de 2001) és un futbolista valencià que juga com a davanter centre al Real Zaragoza, cedit pel València CF.

## Trajectòria
Nascut a Alacant, es forma en el futbol base de l'Hèrcules CF, Reial Valladolid i SD Eibar i comença la seva trajectòria com a sènior en el CD Vitòria, filial de la SD Eibar, en la Tercera Divisió. El juliol de 2021 signa pel València CF per a jugar en el filial en la Tercera Federació, signant un contracte de 3 temporades més una addicional. En la primera temporada, ascendeix amb el València CF Mestalla a Segona Federació.
Aconsegueix debutar amb el primer equip el 23 d'abril de 2023 en una victòria per 2-0 enfront de l'Elx CF en la Primera Divisió. El 24 de maig marca un gol contra el Celta que va suposar el triomf merengot en el descompte per 2-1.